# ایدیل بیرت
ایدیل بیرِت (به ترکی استانبولی: İdil Biret)‏ (زادهٔ ۲۱ نوامبر ۱۹۴۱) موسیقی‌دان و نوازندهٔ پیانو اهل ترکیه است.
او آموزش و نواختن اصولی پیانو را از پنج‌سالگی و نزد میتهات فنمن (Mithat Fenmen)، که از شاگردان نادیا بولانژه و آلفرد کورتو بوده، آموخت؛ هر چند پرلودهای یوهان سباستیان باخ را از سن ۴ سالگی می‌نواخت. ایدیل بیرِت از هفت‌سالگی در کنسرواتوار موسیقی پاریس به آموختنِ پیانو زیر نظر نادیا بولانژه پرداخت. وی در همان سنین به آثار یوهانس برامس علاقمند بود و سرگئی راخمانینف کمی بعد کشف کرد. در پانزده‌سالگی، با دریافتِ سه جایزه، در رشتهٔ نوازندگی پیانو فارغ‌التحصیل شد و سپس مدتی نزد آلفرد کورتو و ویلهِلم کِمپف شاگردی کرد.
شهرتِ ایدیل بیرِت به‌واسطهٔ تعبیر و ترجمان خاصش از تک‌نوازی‌های رمانتیک پیانو است.